# Pochyta spinosa
Pochyta spinosa là một loài nhện trong họ Salticidae.
Loài này thuộc chi Pochyta. Pochyta spinosa được Eugène Simon miêu tả năm 1901.